# أمبوريش
أنبوريش أو أمبوريس (بالكتالونية: Empúries) كانت مدينة قديمة على ساحل البحر الأبيض المتوسط في كاتالونيا، إسبانيا.يعود تأسيس إمبوريون لعام 575 قبل الميلاد من قبل المستعمرين اليونانيين. بعد غزو بلاد الغال من أيبيريا من قبل هانيبال الجنرال القرطاجي عام 218 قبل الميلاد، احتلت المدينة من قبل الرومان (اللاتينية: EMPORIÆ). في العصور الوسطى المبكرة، ترك موقع المدينة الساحلي المكشوف الباب مفتوحًا أمام اللصوص وتم التخلي عنه.

## التاريخ

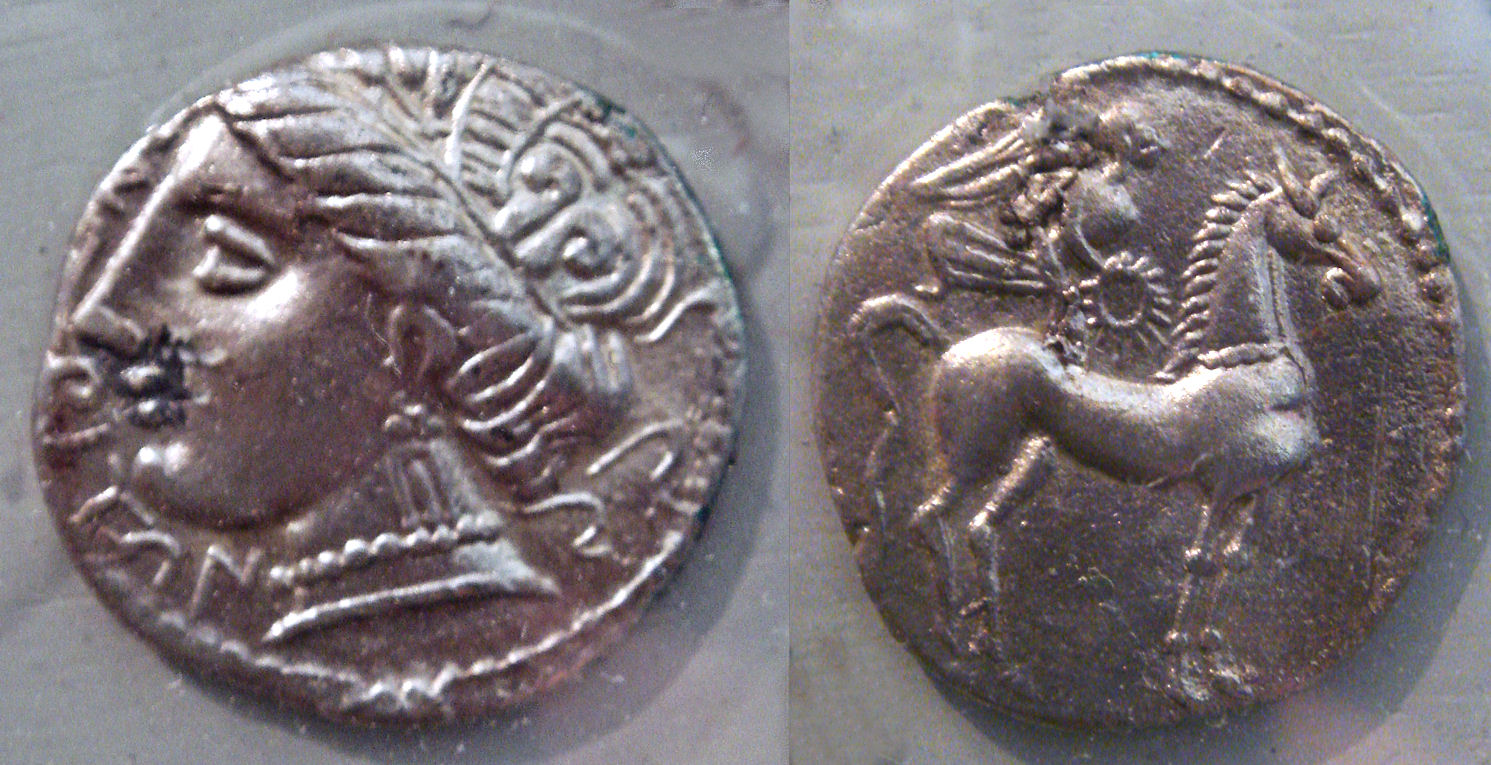
عملات إمبوريا، القرن الخامس - الأول قبل الميلاد.

تأسست أنبوريش في جزيرة صغيرة عند مصب نهر Fluvià، في منطقة يسكنها السكان الأصليون (في الوقت الحالي، يقع مصب Fluvià على بعد حوالي 6 كم من الشمال). أصبحت هذه المدينة معروفة باسم Palaiapolis، «المدينة القديمة» عندما، نحو 550   قبل الميلاد، انتقل السكان إلى البر الرئيسي، وشكل نيابوليس، «المدينة الجديدة».